# Lengyelország a 2022. évi téli olimpiai játékokon
Lengyelország a kínai Pekingben megrendezett 2022. évi téli olimpiai játékok egyik részt vevő nemzete volt. Az országot az olimpián 10 sportágban 57 sportoló képviselte, akik összesen 1 érmet szereztek.

## Érmesek
| Érem  | Versenyző     | Sportág | Versenyszám              |
| ----- | ------------- | ------- | ------------------------ |
| Bronz | Dawid Kubacki | Síugrás | Férfi egyéni, normálsánc |

## Alpesisí
Férfi
| Versenyző       | Versenyszám      | 1. futam      | 1. futam      | 2. futam | 2. futam | Összesítés | Összesítés |         |         |
| Versenyző       | Versenyszám      | Idő           | Hely.         | Idő      | Hely.    | Idő        | Helyezés   |         |         |
| --------------- | ---------------- | ------------- | ------------- | -------- | -------- | ---------- | ---------- | ------- | ------- |
| Michał Jasiczek | Óriás-műlesiklás | nem ért célba | nem ért célba | kiesett  | kiesett  | kiesett    | kiesett    |         |         |
| Michał Jasiczek | Műlesiklás       | 57,40         | 30.           | kizárták | kizárták | kiesett    | kiesett    | kiesett | kiesett |
| Paweł Pyjas     | Óriás-műlesiklás | nem ért célba | nem ért célba | kiesett  | kiesett  | kiesett    | kiesett    |         |         |
| Paweł Pyjas     | Műlesiklás       | nem ért célba | nem ért célba | kiesett  | kiesett  | kiesett    | kiesett    |         |         |

Női
| Versenyző               | Versenyszám            | 1. futam      | 1. futam      | 2. futam | 2. futam | Összesítés | Összesítés |
| Versenyző               | Versenyszám            | Idő           | Hely.         | Idő      | Hely.    | Idő        | Helyezés   |
| ----------------------- | ---------------------- | ------------- | ------------- | -------- | -------- | ---------- | ---------- |
| Zuzanna Czapska         | Óriás-műlesiklás       | 1:03,63       | 37.           | 1:01,52  | 29.      | 2:05,15    | 30.        |
| Zuzanna Czapska         | Műlesiklás             | nem ért célba | nem ért célba | kiesett  | kiesett  | kiesett    | kiesett    |
| Maryna Gąsienica-Daniel | Óriás-műlesiklás       | 59,24         | 11.           | 57,87    | 4.       | 1:57,11    | 8.         |
| Maryna Gąsienica-Daniel | Szuperóriás-műlesiklás |               |               |          |          | 1:15,81    | 26.        |
| Magdalena Łuczak        | Óriás-műlesiklás       | 1:01,96       | 32.           | 1:00,89  | 26       | 2:02,85    | 26.        |
| Magdalena Łuczak        | Műlesiklás             | nem ért célba | nem ért célba | kiesett  | kiesett  | kiesett    | kiesett    |
| Hanna Zięba             | Óriás-műlesiklás       | nem indult    | nem indult    | kiesett  | kiesett  | kiesett    | kiesett    |

Vegyes
| Versenyző                                                            | Versenyszám | Nyolcaddöntő            | Negyeddöntő       | Elődöntő          | Döntő             | Helyezés |
| Versenyző                                                            | Versenyszám | Ellenfél Eredmény       | Ellenfél Eredmény | Ellenfél Eredmény | Ellenfél Eredmény | Helyezés |
| -------------------------------------------------------------------- | ----------- | ----------------------- | ----------------- | ----------------- | ----------------- | -------- |
| Maryna Gąsienica-Daniel Michał Jasiczek Magdalena Łuczak Paweł Pyjas | Vegyes      | Norvégia (NOR) · V 2–2* | kiesett           | kiesett           | kiesett           | 10.      |

## Biatlon
Férfi
| Versenyző      | Versenyszám            | Időeredmény | Lövőhiba    | Helyezés |
| -------------- | ---------------------- | ----------- | ----------- | -------- |
| Grzegorz Guzik | 20 km egyéni indításos | 54:47,9     | 3 (0+1+1+1) | 49.      |
| Grzegorz Guzik | 10 km sprint           | 26:36,2     | 1 (0+1)     | 48.      |
| Grzegorz Guzik | 12,5 km üldözőverseny  | 47:07,0     | 8 (2+3+1+2) | 54.      |

Női
| Versenyző                                                | Versenyszám            | Időeredmény | Lövőhiba    | Helyezés   |
| -------------------------------------------------------- | ---------------------- | ----------- | ----------- | ---------- |
| Monika Hojnisz-Staręga                                   | 15 km egyéni indításos | 46:55,3     | 2 (0+0+1+1) | 20.        |
| Monika Hojnisz-Staręga                                   | 7,5 km sprint          | 22:12,9     | 1 (1+0)     | 16.        |
| Monika Hojnisz-Staręga                                   | 10 km üldözőverseny    | 37:15,7     | 2 (2+0+0+0) | 9.         |
| Monika Hojnisz-Staręga                                   | 12,5 km tömegrajtos    | 44:06,6     | 8 (2+3+1+2) | 27.        |
| Anna Mąka                                                | 15 km egyéni indításos | 58:18,3     | 9 (2+2+2+3) | 85.        |
| Anna Mąka                                                | 7,5 km sprint          | 23:55,4     | 3 (1+2)     | 66.        |
| Kinga Zbylut                                             | 15 km egyéni indításos | 50:54,7     | 3 (0+1+1+1) | 55.        |
| Kinga Zbylut                                             | 7,5 km sprint          | 24:05,1     | 2 (1+1)     | 69.        |
| Kamila Żuk                                               | 15 km egyéni indításos | 49:02,7     | 3 (0+2+1+0) | 36.        |
| Kamila Żuk                                               | 7,5 km sprint          | 23:22,9     | 1 (1+0)     | 53.        |
| Kamila Żuk                                               | 10 km üldözőverseny    | nem indult  | nem indult  | nem indult |
| Monika Hojnisz-Staręga Anna Mąka Kinga Zbylut Kamila Żuk | 4 × 6 km váltó         | 1:17:12,1   | 11 (1+10)   | 14.        |

## Északi összetett
| Versenyző            | Versenyszám        | Síugrás | Síugrás | Síugrás | Síugrás    | Sífutás | Sífutás | Összesítés | Összesítés |
| Versenyző            | Versenyszám        | Táv     | Pont    | Hely.   | Időhátrány | Idő     | Hely.   | Idő        | Helyezés   |
| -------------------- | ------------------ | ------- | ------- | ------- | ---------- | ------- | ------- | ---------- | ---------- |
| Szczepan Kupczak     | Normálsánc + 10 km | 89,5    | 87,5    | 32.     | +3:02      | 27:22,3 | 37.     | 30:24,3    | 34.        |
| Szczepan Kupczak     | Nagysánc + 10 km   | 121,5   | 86,3    | 30.     | +3:34      | 28:25,8 | 42.     | 31:59,8    | 35.        |
| Andrzej Szczechowicz | Normálsánc + 10 km | 82,5    | 76,4    | 37.     | +3:46      | 26:40,2 | 33.     | 30:26,2    | 35.        |
| Andrzej Szczechowicz | Nagysánc + 10 km   | 93,0    | 44,6    | 45.     | +6:21      | 29:27,5 | 44.     | 35:48,5    | 45.        |

## Gyorskorcsolya
Férfi
| Versenyző       | Versenyszám | Eredmény      | Helyezés      |
| --------------- | ----------- | ------------- | ------------- |
| Zbigniew Bródka | 1500 m      | Did not start | Did not start |
| Marek Kania     | 500 m       | 34,92         | 16.           |
| Piotr Michalski | 500 m       | 34,52         | 5.            |
| Piotr Michalski | 1000 m      | 1:08,56       | 4.            |
| Damian Żurek    | 500 m       | 34,73         | 11.           |
| Damian Żurek    | 1000 m      | 1:09,08       | 13.           |

Női
| Versenyző           | Versenyszám | Eredmény | Helyezés |
| ------------------- | ----------- | -------- | -------- |
| Karolina Bosiek     | 1000 m      | 1:16,54  | 17.      |
| Natalia Czerwonka   | 1500 m      | 1:59,03  | 19.      |
| Magdalena Czyszczoń | 1500 m      | 2:05,64  | 30.      |
| Magdalena Czyszczoń | 5000 m      | 7:21,49  | 12.      |
| Andżelika Wójcik    | 500 m       | 37,78    | 11.      |
| Andżelika Wójcik    | 1000 m      | 1:16,79  | 20.      |
| Kaja Ziomek         | 500 m       | 37,70    | 9.       |

Tömegrajtos
| Versenyző           | Versenyszám | Elődöntő | Elődöntő | Elődöntő | Döntő    | Döntő    | Helyezés |
| Versenyző           | Versenyszám | Pont     | Idő      | Hely.    | Pont     | Idő      | Helyezés |
| ------------------- | ----------- | -------- | -------- | -------- | -------- | -------- | -------- |
| Zbigniew Bródka     | Férfi       | 0        | 8:17,49  | 14.      | kiesett  | kiesett  | 27.      |
| Artur Janicki       | Férfi       | 0        | 7:44,48  | 11.      | kiesett  | kiesett  | 22.      |
| Karolina Bosiek     | Női         | 6        | 8:34,43  | 5.       | kizárták | kizárták | 17.      |
| Magdalena Czyszczoń | Női         | 4        | 8:31,77  | 6.       | 2        | 8:21,07  | 10.      |

Csapatverseny
| Versenyző                                             | Versenyszám | Negyeddöntő                                              | Negyeddöntő | Elődöntő     | Döntő                                        | Döntő    |
| Versenyző                                             | Versenyszám | Ellenfél Idő                                             | Hely.       | Ellenfél Idő | Ellenfél Idő                                 | Helyezés |
| ----------------------------------------------------- | ----------- | -------------------------------------------------------- | ----------- | ------------ | -------------------------------------------- | -------- |
| Karolina Bosiek Natalia Czerwonka Magdalena Czyszczoń | Női         | Az Orosz Olimpiai Bizottság versenyzői (ROC) · V 3:01,92 | 7.          |              | D döntő · Fehéroroszország (BLR) · V 3:03,19 | 8.       |

## Műkorcsolya
| Versenyző                         | Versenyszám | Rövid program | Rövid program | Kűr    | Kűr   | Összesítés | Összesítés |
| Versenyző                         | Versenyszám | Pont          | Hely.         | Pont   | Hely. | Pont       | Helyezés   |
| --------------------------------- | ----------- | ------------- | ------------- | ------ | ----- | ---------- | ---------- |
| Ekaterina Kurakova                | Női egyéni  | 59,08         | 24.           | 126,76 | 12.   | 185,84     | 12.        |
| Natalia Kaliszek Maksym Spodyriev | Jégtánc     | 70,32         | 15.           | 96,99  | 20.   | 167,31     | 17.        |

## Rövidpályás gyorskorcsolya
Férfi
| Versenyző        | Versenyszám | Negyeddöntő | Negyeddöntő | Elődöntő | Elődöntő | B döntő | B döntő | Döntő   | Döntő   | Helyezés |
| Versenyző        | Versenyszám | Idő         | Hely.       | Idő      | Hely.    | Idő     | Hely.   | Idő     | Hely.   | Helyezés |
| ---------------- | ----------- | ----------- | ----------- | -------- | -------- | ------- | ------- | ------- | ------- | -------- |
| Michał Niewiński | 1500 m      | 2:12,852    | 6.          | kiesett  | kiesett  | kiesett | kiesett | kiesett | kiesett | 31.      |

Női
| Versenyző                                                               | Versenyszám  | Előfutam | Előfutam | Negyeddöntő | Negyeddöntő | Elődöntő | Elődöntő | B döntő  | B döntő | Döntő   | Döntő   | Helyezés |
| Versenyző                                                               | Versenyszám  | Idő      | Hely.    | Idő         | Hely.       | Idő      | Hely.    | Idő      | Hely.   | Idő     | Hely.   | Helyezés |
| ----------------------------------------------------------------------- | ------------ | -------- | -------- | ----------- | ----------- | -------- | -------- | -------- | ------- | ------- | ------- | -------- |
| Patrycja Maliszewska                                                    | 500 m        | 44,130   | 3.       | kiesett     | kiesett     | kiesett  | kiesett  | kiesett  | kiesett | kiesett | kiesett | 22.      |
| Nikola Mazur                                                            | 500 m        | 43,732   | 4.       | kiesett     | kiesett     | kiesett  | kiesett  | kiesett  | kiesett | kiesett | kiesett | 27.      |
| Natalia Maliszewska                                                     | 1000 m       | 1:29,610 | 1.       | 1:48,908    | 5.          | kiesett  | kiesett  | kiesett  | kiesett | kiesett | kiesett | 17.      |
| Natalia Maliszewska                                                     | 1500 m       |          |          | 2:25,850    | 5.          | kiesett  | kiesett  | kiesett  | kiesett | kiesett | kiesett | 29.      |
| Kamila Stormowska                                                       | 500 m        | 44,053   | 4.       | kiesett     | kiesett     | kiesett  | kiesett  | kiesett  | kiesett | kiesett | kiesett | 28.      |
| Kamila Stormowska                                                       | 1000 m       | 1:28,567 | 4.       | kiesett     | kiesett     | kiesett  | kiesett  | kiesett  | kiesett | kiesett | kiesett | 26.      |
| Kamila Stormowska                                                       | 1500 m       |          |          | 2:33,603    | 4.          | kiesett  | kiesett  | kiesett  | kiesett | kiesett | kiesett | 24.      |
| Natalia Maliszewska Patrycja Maliszewska Nikola Mazur Kamila Stormowska | 3000 m váltó |          |          |             |             | 4:10,074 | 3.       | 4:10,210 | 2.      |         |         | 6.       |

Vegyes
| Versenyző                                                        | Versenyszám  | Negyeddöntő | Negyeddöntő | Elődöntő | Elődöntő | B döntő | B döntő | Döntő   | Döntő   | Helyezés |
| Versenyző                                                        | Versenyszám  | Idő         | Hely.       | Idő      | Hely.    | Idő     | Hely.   | Idő     | Hely.   | Helyezés |
| ---------------------------------------------------------------- | ------------ | ----------- | ----------- | -------- | -------- | ------- | ------- | ------- | ------- | -------- |
| Łukasz Kuczyński Nikola Mazur Michał Niewiński Kamila Stormowska | 2000 m váltó | 2:50,513    | 4.          | kiesett  | kiesett  | kiesett | kiesett | kiesett | kiesett | 11.      |

## Sífutás
Távolsági
Férfi
| Versenyző       | Versenyszám | Klasszikus | Klasszikus | Szabad     | Szabad     | Összesen   | Összesen |
| Versenyző       | Versenyszám | Idő        | Hely.      | Idő        | Hely.      | Idő        | Helyezés |
| --------------- | ----------- | ---------- | ---------- | ---------- | ---------- | ---------- | -------- |
| Dominik Bury    | 15 km       |            |            |            |            | 40:48,4    | 27.      |
| Dominik Bury    | 30 km       | 42:08,2    | 35.        | 39:57,9    | 26.        | 1:22:40,6  | 26.      |
| Dominik Bury    | 50 km       |            |            |            |            | 1:16:01,0  | 30.      |
| Mateusz Haratyk | 15 km       |            |            |            |            | 43:00,3    | 60.      |
| Mateusz Haratyk | 30 km       | 45:40,0    | 59.        | lekörözték | lekörözték | lekörözték | 51.      |
| Mateusz Haratyk | 50 km       |            |            |            |            | 1:20:24,0  | 50.      |

Női
| Versenyző                                                        | Versenyszám    | Klasszikus | Klasszikus | Szabad  | Szabad | Összesen  | Összesen |
| Versenyző                                                        | Versenyszám    | Idő        | Hely.      | Idő     | Hely.  | Idő       | Helyezés |
| ---------------------------------------------------------------- | -------------- | ---------- | ---------- | ------- | ------ | --------- | -------- |
| Magdalena Kobielusz                                              | 10 km          |            |            |         |        | 35:40,3   | 78.      |
| Magdalena Kobielusz                                              | 15 km          | 27:32,7    | 59.        | 25:45,8 | 59.    | 54:12,0   | 59.      |
| Magdalena Kobielusz                                              | 30 km          |            |            |         |        | 1:44:48,8 | 57.      |
| Karolina Kukuczka                                                | 10 km          |            |            |         |        | 33:16,6   | 64.      |
| Izabela Marcisz                                                  | 10 km          |            |            |         |        | 30:54,6   | 29.      |
| Izabela Marcisz                                                  | 15 km          | 24:01,6    | 17.        | 22:52,8 | 18.    | 47:30,7   | 16.      |
| Izabela Marcisz                                                  | 30 km          |            |            |         |        | 1:31:43,0 | 21.      |
| Monika Skinder                                                   | 10 km          |            |            |         |        | 31:49,9   | 49.      |
| Weronika Kaleta Karolina Kukuczka Izabela Marcisz Monika Skinder | 4 × 5 km váltó |            |            |         |        | 1:00:21,5 | 14.      |

Sprint
| Versenyző                      | Versenyszám         | Selejtező | Selejtező | Negyeddöntő | Negyeddöntő | Elődöntő | Elődöntő | Döntő    | Helyezés |
| Versenyző                      | Versenyszám         | Idő       | Hely.     | Idő         | Hely.       | Idő      | Hely.    | Idő      | Helyezés |
| ------------------------------ | ------------------- | --------- | --------- | ----------- | ----------- | -------- | -------- | -------- | -------- |
| Kamil Bury                     | Férfi egyéni sprint | 3:02,73   | 58.       | kiesett     | kiesett     | kiesett  | kiesett  | kiesett  | 58.      |
| Maciej Staręga                 | Férfi egyéni sprint | 2:53,61   | 26.       | 2:58,56     | 4.          | kiesett  | kiesett  | kiesett  | 19.      |
| Kamil Bury Maciej Staręga      | Férfi csapatsprint  |           |           |             |             | 20:19,87 | 8.       | kiesett  | 15.      |
| Weronika Kaleta                | Női egyéni sprint   | 3:32,28   | 50.       | kiesett     | kiesett     | kiesett  | kiesett  | kiesett  | 50.      |
| Izabela Marcisz                | Női egyéni sprint   | 3:25,62   | 39.       | kiesett     | kiesett     | kiesett  | kiesett  | kiesett  | 39.      |
| Monika Skinder                 | Női egyéni sprint   | 3:27,93   | 42.       | kiesett     | kiesett     | kiesett  | kiesett  | kiesett  | 42.      |
| Izabela Marcisz Monika Skinder | Női csapatsprint    |           |           |             |             | 23:32,34 | 6.       | 23:48,01 | 9.       |

## Síugrás
Férfi
| Versenyző                                        | Versenyszám   | Selejtező | Selejtező | Selejtező | 1. ugrás | 1. ugrás | 1. ugrás | 2. ugrás | 2. ugrás | 2. ugrás | Összesítés | Összesítés               |
| Versenyző                                        | Versenyszám   | Táv       | Pont      | Hely.     | Táv      | Pont     | Hely.    | Táv      | Pont     | Hely.    | Pont       | Helyezés                 |
| ------------------------------------------------ | ------------- | --------- | --------- | --------- | -------- | -------- | -------- | -------- | -------- | -------- | ---------- | ------------------------ |
| Stefan Hula Jr.                                  | Normálsánc    | 90,5      | 87,9      | 27.       | 103,0    | 127,0    | 23.      | 93,5     | 110,8    | 27.      | 237,8      | 26.                      |
| Dawid Kubacki                                    | Normálsánc    | 94,0      | 98,3      | 16.       | 104,0    | 133,1    | 8.       | 103,0    | 132,8    | 2.       | 265,9      | 3. helyezett, bronzérmes |
| Kamil Stoch                                      | Normálsánc    | 83,5      | 78,7      | 36.       | 101,5    | 136,3    | 3.       | 97,5     | 124,6    | 13.      | 260,9      | 6.                       |
| Piotr Żyła                                       | Normálsánc    | 102,5     | 112,1     | 3.        | 95,0     | 121,6    | 27.      | 99,0     | 123,9    | 14.      | 245,5      | 21.                      |
| Dawid Kubacki                                    | Nagysánc      | 125,5     | 112,5     | 22.       | 131,0    | 123,7    | 25.      | 131,5    | 127,5    | 23.      | 251,2      | 26.                      |
| Kamil Stoch                                      | Nagysánc      | 128,0     | 122,5     | 8.        | 137,5    | 140,3    | 4.       | 133,5    | 136,9    | 8.       | 277,2      | 4.                       |
| Paweł Wąsek                                      | Nagysánc      | 117,5     | 96,5      | 36.       | 129,0    | 121,9    | 28.      | 134,5    | 132,4    | 16.      | 254,3      | 21.                      |
| Piotr Żyła                                       | Nagysánc      | 120,0     | 106,3     | 27.       | 134,0    | 129,7    | 14.      | 131,0    | 125,8    | 25.      | 255,5      | 18.                      |
| Dawid Kubacki Kamil Stoch Paweł Wąsek Piotr Żyła | Csapatverseny |           |           |           | 508,5    | 434,5    | 6.       | 499,0    | 445,6    | 5.       | 880,1      | 6.                       |

Női
| Versenyző       | Versenyszám | Első forduló | Első forduló | Első forduló | Döntő   | Döntő   | Döntő   | Összesítés | Összesítés |
| Versenyző       | Versenyszám | Táv          | Pont         | Hely.        | Táv     | Pont    | Hely.   | Pont       | Helyezés   |
| --------------- | ----------- | ------------ | ------------ | ------------ | ------- | ------- | ------- | ---------- | ---------- |
| Nicole Konderla | Normálsánc  | 64,0         | 37,8         | 36.          | kiesett | kiesett | kiesett | kiesett    | kiesett    |
| Kinga Rajda     | Normálsánc  | 69,0         | 40,9         | 35.          | kiesett | kiesett | kiesett | kiesett    | kiesett    |

Vegyes
| Versenyző                                             | Versenyszám   | Első forduló | Első forduló | Első forduló | Döntő | Döntő | Döntő | Összesítés | Összesítés |
| Versenyző                                             | Versenyszám   | Táv          | Pont         | Hely.        | Táv   | Pont  | Hely. | Pont       | Helyezés   |
| ----------------------------------------------------- | ------------- | ------------ | ------------ | ------------ | ----- | ----- | ----- | ---------- | ---------- |
| Nicole Konderla Dawid Kubacki Kinga Rajda Kamil Stoch | Csapatverseny | 351,5        | 386,1        | 5.           | 349,5 | 377,1 | 6.    | 763,2      | 6.         |

## Snowboard
Parallel giant slalom
| Versenyző               | Versenyszám | Selejtező | Selejtező | Nyolcaddöntő                             | Negyeddöntő                           | Elődöntő          | Döntő             | Helyezés |
| Versenyző               | Versenyszám | Idő       | Hely.     | Ellenfél Eredmény                        | Ellenfél Eredmény                     | Ellenfél Eredmény | Ellenfél Eredmény | Helyezés |
| ----------------------- | ----------- | --------- | --------- | ---------------------------------------- | ------------------------------------- | ----------------- | ----------------- | -------- |
| Oskar Kwiatkowski       | Férfi       | 1:21,52   | 5.        | Mirko Felicetti (ITA) · Gy nem ért célba | Tim Mastnak (SLO) · V nem ért célba   | kiesett           | kiesett           | 7.       |
| Michał Nowaczyk         | Férfi       | 1:21,64   | 7.        | Alexander Payer (AUT) · V +0,09          | kiesett                               | kiesett           | kiesett           | 9.       |
| Weronika Biela-Nowaczyk | Női         | 1:30,75   | 22.       | kiesett                                  | kiesett                               | kiesett           | kiesett           | 22.      |
| Aleksandra Król         | Női         | 1:28,10   | 8.        | Polina Szmolencova (ROC) · Gy –0,16      | Ester Ledecká (CZE) · V nem ért célba | kiesett           | kiesett           | 8.       |
| Aleksandra Michalik     | Női         | 1:37,11   | 24.       | kiesett                                  | kiesett                               | kiesett           | kiesett           | 24.      |

## Szánkó
| Versenyző                             | Versenyszám | 1. futam | 1. futam | 2. futam | 2. futam | 3. futam | 3. futam | 4. futam | 4. futam | Összesítés | Összesítés |
| Versenyző                             | Versenyszám | Idő      | Hely.    | Idő      | Hely.    | Idő      | Hely.    | Idő      | Hely.    | Idő        | Helyezés   |
| ------------------------------------- | ----------- | -------- | -------- | -------- | -------- | -------- | -------- | -------- | -------- | ---------- | ---------- |
| Mateusz Sochowicz                     | Férfi egyes | 58,863   | 24.      | 59,196   | 26.      | 58,867   | 24.      | kiesett  | kiesett  | 2:56,926   | 25.        |
| Wojciech Chmielewski Jakub Kowalewski | Kettes      | 58,992   | 8.       | 59,073   | 9.       |          |          |          |          | 1:58,065   | 9.         |
| Klaudia Domaradzka                    | Női egyes   | 59,871   | 25.      | 59,892   | 25.      | 1:01,313 | 31.      | kiesett  | kiesett  | 3:01,076   | 27.        |

| Versenyző                                                                  | Versenyszám  | Női      | Női   | Férfi    | Férfi | Kettes   | Kettes | Összesítés | Összesítés |
| Versenyző                                                                  | Versenyszám  | Idő      | Hely. | Idő      | Hely. | Idő      | Hely.  | Idő        | Helyezés   |
| -------------------------------------------------------------------------- | ------------ | -------- | ----- | -------- | ----- | -------- | ------ | ---------- | ---------- |
| Klaudia Domaradzka Mateusz Sochowicz Wojciech Chmielewski Jakub Kowalewski | Vegyes váltó | 1:01,448 | 10.   | 1:02,727 | 9.    | 1:02,961 | 7.     | 3:07,136   | 8.         |